# Julio Somoano Rodríguez
Julio Somoano Rodríguez (Oviedo, 24 de novembre de 1976) és un periodista espanyol i professor universitari.
Va ser director dels serveis informatius de Televisió Espanyola des de 2012 fins a 2014.

## Biografia
És doctor en Ciències de la Informació per la Universitat Complutense de Madrid, llicenciat en Periodisme per la Universitat de Navarra, llicenciat en Filologia per la Universitat d'Oviedo, diplomat en Estudis Anglesos per la Universitat de Portsmouth i màster en Ràdio per la Universitat Complutense de Madrid i en Gestió de la comunicació política i electoral per la Universitat Autònoma de Barcelona. També és professor universitari, en els màsters de ràdio i televisió de les universitats Rey Juan Carlos i Francisco de Vitoria, ha escrit per a El Mundo, Tiempo, Metro i Diario de Navarra i ha publicat cinc llibres.

### Carrera periodística
Va començar la seva carrera a Ràdio Nacional d'Espanya, on va editar als 26 anys l'informatiu més escoltat de la cadena, Espanya a les 6, 7 i 8 i la franja matinal de Radio 5 Todo Noticias. Posteriorment va ser fitxat per Telemadrid, on va dirigir i va presentar l'informatiu de les 21.00 h entre 2005 i 2010. De 2010 a 2012 va passar a exercir les mateixes funcions en l'informatiu matinal.

### Director d'Informatius de TVE (2012-2014)
El juny de 2012, és nomenat per Leopoldo González-Echenique Director dels Serveis Informatius de TVE, substituint a Fran Llorente. També va crear la primera televisió multipantalla d'Espanya, "+24", i un segon informatiu territorial en La 1, a les 16 hores. Durant aquest període li va tocar cobrir la renúncia del papa Benet XVI i l'elecció del papa Francesc, la mort d'Adolfo Suárez, l'abdicació de Joan Carles I d'Espanya i la proclamació de Felip VI.

### Director i presentador de programes informatius
Des de novembre de 2013 a desembre de 2014 va dirigir i va presentar La noche de..., un programa d'especials informatius sobre personatges històrics o esdeveniments rellevants que s'emetia sense periodicitat fixa (aproximadament una vegada cada mes) i va ser guardonat, pel documental sobre Dalí amb guió de Carlos del Amor, amb tres premis internacionals: el de Millor Programa Especial en els AIB Awards (britànics), el premi Prix Itàlia al millor Documental d'Art i el Dofí d'Or a Canes. També va treballar com a director i guionista en documentals sobre el primer president de la democràcia i el Rei Joan Carlos: "Adolfo Suárez. Mi historia" i "Juan Carlos I. Mi historia". Des de setembre de 2014 dirigeix i presenta el programa d'anàlisi política El debate de la 1.

### Crítiques per la seva suposada vinculació amb el PP
La seva trajectòria periodística no està exempta de polèmica, ja que diversos mitjans de comunicació han assenyalat el seu perfil afí al Partit Popular. Amb relació a això es va informar àmpliament que, set anys abans, havia escrit un treball fi de màster titulat Estratègia de comunicació per al triomf del Partit Popular en les pròximes eleccions generals Malgrat aquestes crítiques, va ser destituït amb una majoria de consellers proposats pel PP en el Consell d'Administració.

### Cessament com a Director d'Informatius de TVE
El 29 d'octubre de 2014, després de la dimissió de l'home que li va nomenar director dels Serveis Informatius, Leopoldo González-Echenique, i l'elecció de José Antonio Sánchez com a nou President de RTVE, va ser destituït del seu càrrec, sent reemplaçat per José Antonio Álvarez Gundín.

## Trajectòria
- Locutor-editor de l'espai informatiu España a las 6, 7 y 8, a RNE (2002-2004)
- Editor i presentador de Telenoticias 2, a Telemadrid (2005-2010)
- Editor i presentador de Telenoticias 2, a Telemadrid (2010-2012)
- Director de los Serveis Informatius de TVE (2012-2014)
- Director i presentador de La noche de..., a TVE (2013-2014)
- Director i presentador de El debate de La 1, a TVE (2014-2018)
- Director i presentador de Conversatorios en Casa de América al Canal 24 Horas (des de 2018).[14]

## Premis i guardons
Ha rebut una Antena de Oro 2013 per la seva trajectòria (2013) i el PremibCossío de Televisió pel seu documental "Adolfo Suárez. Mi historia".

## Publicacions
Ha escrit per El Mundo, Tiempo, La Gaceta de la Iberosfera, Metro i Diario de Navarra, i ha publicat quatre llibres:
- La vida es pacto. El arte de negociar en tu día a día y salir airoso (Espasa, 2018) Finalista del Premi Espasa d'Assaig 2017
- Rubalcaba, el monje del poder (La Esfera de los Libros, 2011) (una biografia no autoritzada del líder socialista Alfredo Pérez Rubalcaba).
- Deslenguados (Temas de Hoy, 2011)
- ¿Qué ha pasado con la Constitución? Hablan los padres de la carta magna (2003)
- Dándole a la lengua, junt a David Álvarez (2003).

També ha escrit tres capítols de llibres especialitzats:
- "La misión de servicio público de TVE en las elecciones europeas". A Benedicto, M.A. y Hernández, E. (coords.): "Europa 3.0". Madrid: Plaza y Valdés, 2014.
- "La cobertura informativa en campañas electorales". A Herrero, J.C. (ed.): "Comunicación en campaña". Madrid: Pearson, 2014.
- "Los debates electorales". A Barnés, J.S. et ali (coords.): "Consultoría política". Madrid: Amarante, 2016. ("Napolitan Victory Awards 2017" que concedeix The Washington Academy of Political Arts and Sciences al "Llibrr Polític de l'Any")